# 콰이강의 다리 2
《콰이강의 다리 2》(Return From The River Kwai)는 영국에서 제작된 앤드루 V. 매클래글렌 감독의 1989년 전쟁, 드라마 영화이다. 에드워드 폭스 등이 주연으로 출연하였고 커트 웅거 등이 제작에 참여하였다.
영화 제목과 달리 이 영화는 콰이 강의 다리(1957년)의 시퀄은 아니지만, 제2차 세계 대전 당시 일본군에 붙잡힌 연합군 포로를 다루고 있다.

## 출연

### 주연
- 에드워드 폭스
- 크리스 펜

### 조연
- 알렉상드르 블레이스
- 티모시 바톰즈
- 심플리시오 카힐릭
- 마이클 단트
- 패트리샤 에드몬슨